# Institut national polytechnique de Lorraine
Das Institut national polytechnique de Lorraine (INPL) ist eine französische Universität in Nancy. Sie ist Teil von Nancy-Université. Organisatorisch gliedert sich das INPL in sieben Ingenieurshochschulen und über 20 Laboratorien.

## Geschichte
Für nähere Informationen über das französische Hochschulsystem, beachte bitte den Artikel Grande école
Die Gründungsmitglieder des INPL wurden bereits Ende des 19. bzw. Anfang des 20. Jahrhunderts geschaffen. Sie sollten die wachsende Nachfrage der französischen Industrie nach gut ausgebildeten Ingenieuren und leitenden Angestellten befriedigen. Weiterhin sollten sie an der Spitze des technologischen Fortschritts stehen und diesen lenken.
Im Jahr 1971 schließen sich die fünf Ingenieurshochschulen
- ENSIC  - École nationale supérieure des industries chimiques
- ENSAIA - École nationale supérieure d’agronomie et des industries alimentaires
- ENSEM  - École nationale supérieure d’électricité et de mécanique
- ENSG   - École nationale supérieure de géologie
- ENSMN  - École nationale supérieure des mines de Nancy

zum INPL zusammen. Später werden noch folgende Schulen aufgenommen:
- EEIGM  - École européenne d’ingénieurs en génie des matériaux (1991)
- ENSGSI - École nationale supérieure en génie des systèmes et de l’innovation (1993)

Im Juli 2001 schloss sich das INPL mit den beiden anderen Universitäten in Nancy zum Verbund Nancy-Université zusammen. Dies ermöglicht den Studenten beispielsweise die Nutzung der jeweiligen Bibliotheken und führte zu einem einheitlichen WLAN.

## Organisation
| Periode   | Name                | Spezialisierung       |
| --------- | ------------------- | --------------------- |
| 1971–1976 | Georges Champier    | Metallurgie           |
| 1976–1981 | Claude Pair         | Informatik            |
| 1981–1986 | Michel Lucius       | Mathematik / Mechanik |
| 1986–1992 | Michel Gantois      | Metallurgie           |
| 1992–1996 | Michel Lucius       | Mathematik / Mechanik |
| 1997–2001 | Joël Hardy          | Agrochemie            |
| 2001–2006 | Louis Schuffenecker | Thermodynamik         |
| seit 2007 | François Laurent    | Agrarwissenschaften   |

Die Grundordnung entspricht einer französischen Universität und wird durch ein Gesetz geregelt. Die Leitung des INPL liegt in den Händen eines Präsidenten, der von den Vertretern der Professoren, wissenschaftlichen Mitarbeitern und Studenten für die Dauer von 4 Jahren gewählt wird, mit der einmaligen Möglichkeit der Verlängerung um weitere 4 Jahre.
Die Organisation des INPL ist durch eine starke Exekutive gekennzeichnet, ähnlich dem politischen System Frankreichs. Der Präsident beruft die auswärtigen Mitglieder des Verwaltungsrats und sitzt diesem vor. Er ist darüber hinaus Vorsitzender der Kommission für Studium und Lehre (franz. conseil des études et de la vie universitaire) und der Forschungskommission (franz. conseil scientifique).

## Studium
Da alle beteiligten Ingenieurhochschulen zu den Grandes Écoles gehören, ist die Aufnahme eines Studiums am INPL nur nach Durchlaufen der integrierten Vorbereitungsklassen und dem Bestehen des nationalen Auswahlverfahrens (Concours) möglich. Zusammen mit dem INPG in Grenoble und dem INPT in Toulouse bietet das INPL auch eigene Vorbereitungsklassen an. Diese bilden, im französischen Universitätssystem, einen dem deutschen Grundstudium vergleichbaren Studienabschnitt. Das hat zur Folge, dass die Studenten bereits über breite Vorkenntnisse in Höherer Mathematik, Physik und Chemie verfügen, wenn sie ihr eigentliches Studium an einer der Écoles aufnehmen.
Ein Quereinstieg ist für Ausländer und besonders gute Universitätsstudenten möglich.
Trotz der durch das INPL vorgegebenen Struktur bleiben die Ingenieurhochschulen selbständig in Fragen der Lehre und vergeben teilweise eigene Diplom-, Bachelor- und Master-Grade.

## Forschung
Derzeit sind ca. 20 Laboratorien im INPL zusammengeschlossen. Oft sind die dort angestellten Wissenschaftler gleichzeitig als Dozenten an einer oder mehreren der Ecoles tätig. Jedes Jahr werden über 100 Dissertationen betreut.